# حمد بن سحيم آل ثاني
حمد بن سحيم بن حمد بن عبدالله بن جاسم بن محمد آل ثاني (ولد 1958) أمير قطري من أسرة آل ثاني، شغل منصب الوزارة، وهو أكبر أنجال سحيم بن حمد آل ثاني الذي تولى منصب وزير الخارجية بدولة قطر لأول مرة بعد الاستقلال.
تلقى الشيخ حمد بن سحيم آل ثاني علومه الأولية في المدارس القطرية حيث أنهى دراسته الثانوية وبعدها التحق بكلية سانت هريست العسكرية البريطانية والتي تعلم فيها الفنون العسكرية والانضباط.
متزوج من الشيخة عائشة بنت خليفة بن حمد آل ثاني وله خمسة بنات منهن الشيخة جواهر بنت حمد بن سحيم حرم سمو أمير دولة قطر الشيخ تميم بن حمد بن خليفة بن حمد آل ثاني .

## مناصب
- وكيل وزارة الخارجية 1986
- وزير الإعلام والثقافة 1989 - 1992
- وزير الصحة العامة 1992 - 1995
- وزير للدولة منذ عام 1995
- رئيس نادي قطر الرياضي
- رئيس جريدة الوطن
- رئيس شركة الملاحة القطرية